# Allotropie
L’allotropie (du grec allos autre et tropos manière) est, en chimie, en minéralogie et en science des matériaux, la faculté de certains corps simples d’exister sous plusieurs formes cristallines ou moléculaires différentes.
C’est l'équivalent du polymorphisme des corps composés pour ce qui est des différentes formes cristallines (organisation des mêmes atomes dans différentes variétés cristallines) ou de l'isomérie pour ce qui est des différentes formes moléculaires (organisation des mêmes atomes dans une autre molécule). Par exemple, le carbone amorphe, le graphite, le diamant, la lonsdaléite, la chaoite, le fullerène et la nanomousse sont les variétés allotropiques du carbone au sens où ce sont différentes formes cristallines du corps simple correspondant à l'élément chimique carbone. Le dioxygène et le trioxygène (ou ozone) sont également des variétés allotropiques du corps simple correspondant à l'élément chimique oxygène, mais cette fois au sens où ce sont différentes formes moléculaires.
Le concept d’allotropie se réfère uniquement aux différentes formes d’un élément chimique au sein de la même phase ou état de la matière (solide, liquide, gaz). Les changements de phase d'un élément ne sont pas associés, par définition, à un changement de forme allotropique (par exemple l’oxygène liquide et le dioxygène gaz ne sont pas deux formes allotropiques). Pour certains éléments chimiques, les formes allotropiques peuvent exister dans différentes phases ; par exemple, les deux formes allotropiques de l’oxygène, le dioxygène et l’ozone peuvent exister dans les phases solides, liquide et gazeuse.
La notion d’allotropie a été élaborée par le chimiste suédois Jöns Jacob Berzelius.

## Différences dans les propriétés des formes allotropiques
Les formes allotropiques d'un élément chimique peuvent souvent avoir des propriétés physiques (couleur, dureté, point de fusion, conductivité électrique, conductivité thermique) et une réactivité chimique différente, bien qu'elles soient constituées d'atomes identiques. Par exemple le dioxygène est peu réactif (et non toxique) dans des conditions où l'ozone est très réactif (et toxique).
Les transformations d'une forme allotropique d'un élément à une autre sont souvent induites par les changements de pression, de température ou même par une réaction chimique et certaines formes ne sont stables que sous certaines conditions de température et de pression ; par exemple :
- le fer existe sous la forme α au-dessous de 912 °C, sous la forme γ entre 912  et   1 394 °C et sous la forme δ au-dessus ;
- en revanche, le passage du dioxygène à l'ozone est une réaction photochimique qui se déroule dans la haute atmosphère où sont présents des UV suffisamment énergétiques pour produire des atomes O à partir de la molécule O2.

## Allotropie et diagramme de phase

Diagramme de phase simplifié du soufre.

Le diagramme de phase d'un corps pur fait apparaître, en plus des états solide, liquide et gaz, les différentes variétés allotropiques dans les zones de température et de pression où elles sont stables. C'est par exemple le cas sur le diagramme d'état simplifié du soufre, ci-contre.

## Exemples de formes allotropiques
Typiquement les éléments pouvant former un nombre variable de liaisons chimiques, et ceux qui possèdent des facultés de concaténation tendent à avoir le plus grand nombre de formes allotropiques. C'est le cas du soufre qui, avant la découverte dès 1985 de nombreuses formes allotropiques de carbone comme les fullerènes, détenait le record de variétés allotropiques moléculaires (S8, S2, etc.) et cristallographiques (Sα, Sβ, etc.).
Le phénomène d'allotropie est précisément plus visible dans le cas des non-métaux puisqu'il peut être à la fois cristallin et moléculaire. Ce dernier cas n'étant pas possible avec les métaux.

### Non-métaux

#### Hydrogène
- L'orthohydrogène, H2 avec les deux spins nucléaires alignés en parallèle
- Le parahydrogène, H2 avec les deux spins nucléaires alignés en sens opposés

Ces isomères de spin nucléaires sont des fois décrits comme allotropes, notamment par le comité qui a accordé le prix Nobel de physique en 1932 à Werner Heisenberg pour la mécanique quantique, et qui a choisi les "formes allotropiques de l'hydrogène" comme son application la plus remarquable.

#### Oxygène
- Dioxygène, O2 - incolore.
- Ozone, O3 - bleu, obtenu photochimiquement à partir du dioxygène.

Le tétraoxygène, O4 - rouge, et l'octaoxygène, O8 - rouge, parfois mentionnés comme variétés allotropiques de l'oxygène, sont des assemblages de molécules de dioxygène. Ils ne constituent pas une variété allotropique.

#### Carbone

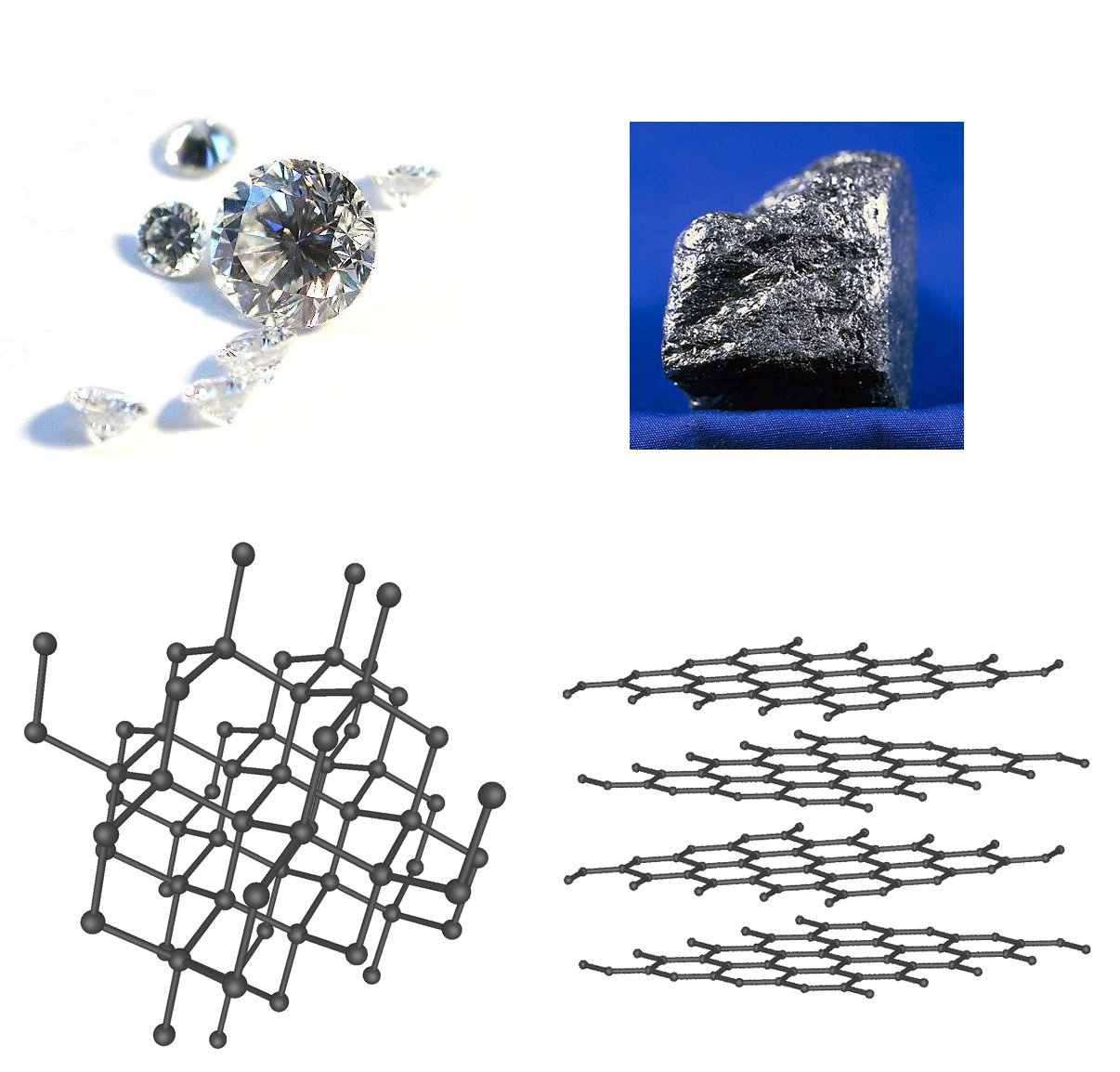
Le diamant et le graphite sont les deux formes allotropiques les plus répandues du carbone, elles diffèrent par leur aspect (en haut) et leurs propriétés (voir texte). Cette différence est due à leur structure (en bas).

Les deux formes allotropiques les plus répandues :
- le diamant est une forme cristalline transparente extrêmement dure avec chaque atome de carbone entouré de quatre liaisons simples dans un arrangement tétraédrique. C'est un isolant électrique mais un excellent conducteur thermique ;
- le graphite est un solide noir mou, conduisant modérément l’électricité. Les atomes de carbone, reliés à trois de leurs voisins par liaison covalente, forment un réseau hexagonal bidimensionnel appelé graphène. L'empilement de ces couches constitue le graphite.

Ainsi que d’autres formes plus rares :
- la lonsdaléite est la forme dite hexagonale du diamant ;
- la chaoite est un allotrope se formant à haute pression ;
- les fullerènes, (dont l'« archétype » est C60) ;
- les nanotubes.

#### Phosphore
- Phosphore rouge - solide polymérique
- Phosphore blanc - solide cristallin
- Phosphore noir - semi-conducteur, présentant des similitudes avec le graphite.

#### Soufre

Trois formes possibles d'un enchaînement de cinq atomes de soufre dans une chaîne.

Le cas du soufre est le plus complexe puisque d'une part la facilité avec laquelle le soufre se concatène lui permet d'exister dans une grande diversité de molécules de formules Sn et cyclo-Sn. D'autre part, ces différentes molécules cristallisent dans des variétés cristallines différentes.
- α-cyclo-S8 (solide) est la forme moléculaire la plus stable jusqu'à 95,3 °C. Elle est constituée de cycle de huit atomes de soufre, et ces molécules cycliques s'agencent dans un certain système cristallographique (noté α).
- β-cyclo-S8 (solide) est la forme moléculaire la plus stable entre 95,3 °C et la température de fusion (entre 112,8  et   115,1 °C, suivant la part de chaque variété allotropique effectivement présente).
- γ-cyclo-S8, forme nacrée, observée dès 1890, par refroidissement lent de soufre chauffé au-delà de 150 °C.
- ε-cyclo-S6, forme rhomboédrique, a été observé dès 1891. Il est formé par réaction d'une solution thiosulfate avec de l'acide chlorhydrique saturée à 0 °C.
- Sn (n = 2-5) sont des molécules peu stables dans les conditions habituelles, mais S2 (équivalent de O2) est une forme stable en phase gazeuse à haute température.
- cyclo-Sn (pour plusieurs autres valeurs de n : 6, 7, 10, 12, 18 ; 20).
- Sμ aussi noté S∞ polymérique, d'aspect caoutchouteux.
- Des variétés appelées caténa-Sn (chaîne, non cyclique) peuvent être synthétisées « à la demande ».

Cette énumération, pourtant longue, cache la complexité des trois conformations possibles des unités S3 se trouvant dans les enchaînements de soufre : cis, d-trans et l-trans (voir figure ci-contre).

### Métalloïdes
En plus des non-métaux discutés ci-dessus, il y a des métalloïdes et des non-métaux aussi qui possèdent plusieurs allotropes. Par exemple, l'arsenic est un métalloïde avec trois formes solides allotropesː
L'arsenic jaune est moléculaire avec formule As4, avec la même structure que le phosphore blanc, et des propriétés chimiques semblables à l'azote et le phosphore.
L'arsenic gris est polymérique et métallique, avec des propriétés chimiques semblables à l'aluminium et l'antimoine.
L'arsenic noir est moléculaire et non métallique avec la même structure que le phosphore rouge.

### Métaux
Le fer possède quatre allotropes qui sont stables sous différentes conditions de température et pression.
Aux températures et pressions ordinaires, la phase α-Fe possède une structure cubique centrée. Elle est ferromagnétique aux températures inférieures à 770°C, et ensuite paramagnétique jusqu'à 912°C.
La phase γ-Fe possède une structure cubique à faces centrées. Elle est stable entre 912°C et 1394°C.
La phase δ-Fe est stable 1394 et 1538 °C. Elle possède la même structure cubique centrée que la α-Fe.
Enfin la phase ε-Fe possède une structure hexagonale compacte. Elle n'est stable qu'aux pressions élevées.